# Władysław Hardek
Władysław Hardek (ur. 3 czerwca 1947 w Krakowie) – polski związkowiec. 

## Życiorys
Pracował w Hucie im. Lenina w Walcowni Zimnej Blach nr 1 jako mistrz szlifierni walców. Przewodniczący podziemnej Regionalnej Komisji Wykonawczej NSZZ „Solidarność” Regionu Małopolska w stanie wojennym od 1982, uczestnik strajku w Hucie im. Lenina 13-16 grudnia 1981.
Od kwietnia 1982 przedstawiciel podziemnych struktur NSZZ Solidarność Regionu Małopolska w Tymczasowej Komisji Koordynacyjnej NSZZ „Solidarność”.
Aresztowany 19 sierpnia 1983 w Pile. 22 sierpnia 1983 wystąpił w głównym wydaniu Dziennika Telewizyjnego, gdzie odczytał oświadczenie o ujawnieniu się i wezwanie do zaniechania działalności konspiracyjnej. Odrzucił jednak propozycję wejścia do Rady Konsultacyjnej przy Przewodniczącym Rady Państwa Wojciechu Jaruzelskim. Od 1987 na emigracji w Niemczech, Kanadzie i USA. W 2002 roku Teresa Starmach przekazała do IPN część archiwum Władysława Hardka. 